# Guanosintrifosfat
Guanosintrifosfat eller guanosin-5'-trifosfat (GTP) är en nukleotid (en purin) som används vid transkription för att bygga upp RNA. Det är en energirik molekyl som består av guanosin och tre fosfatgrupper. Den används också som energikälla vid translationen. GTP bildas i citronsyracykelns femte steg och omvandlas sedan till ATP, en vanligare energibärare, via enzymet nukleosiddifosfatkinas. Två mer utförliga kemiska namn på GTP är 9-β-D-ribofuranosylguanin-5'-trifosfat och 9-β-D-ribofuranosyl-2-amino-6-oxo-purin-5'-trifosfat.